# Ludwig van Beethoven
Ludwig van Beethoven (Bona, batizado em 17 de dezembro de 1770 – Viena, 26 de março de 1827) foi um compositor e pianista alemão. Ele é uma das figuras mais reverenciadas na história da música ocidental; suas obras estão entre as mais executadas do repertório da música clássica e abrangem a transição do período clássico para a era romântica neste gênero musical. A carreira de Beethoven é convencionalmente dividida nos períodos inicial, intermediário e final. Seu período inicial, durante o qual ele forjou seu ofício, é normalmente considerado como tendo durado até o ano de 1802. De 1802 até por volta de 1812, seu período intermediário mostrou um desenvolvimento individual a partir dos estilos de Joseph Haydn e Wolfgang Amadeus Mozart, e às vezes é caracterizado como "heroico". Durante esse período, o compositor começou a ficar cada vez mais surdo. Em seu último período, de 1812 a 1827, ampliou suas inovações na forma e expressão musical.
Nascido na cidade de Bona, Beethoven demonstrou seu talento musical ainda na juventude. Ele foi inicialmente ensinado intensivamente por seu pai, Johann van Beethoven, e mais tarde por Christian Gottlob Neefe. Em 1783, sob a tutela de Neefe, publicou seu primeiro trabalho, um conjunto de variações para teclado. Ele encontrou alívio para uma vida familiar disfuncional com a família de Helene von Breuning, cujos filhos ele amou, fez amizade e ensinou piano. Aos 21 anos mudou-se para Viena, que posteriormente se tornou sua base e estudou composição com Haydn. Beethoven ganhou então a reputação de pianista virtuoso e logo foi patrocinado por Karl Alois, Príncipe Lichnowsky para fazer suas composições, o que resultou em seus três trios para piano Opus 1 (as primeiras obras às quais ele concedeu um número de opus) em 1795.
Sua primeira grande obra orquestral, a Primeira Sinfonia, estreou em 1800 e seu primeiro conjunto de quartetos de cordas foi publicado em 1801. Apesar da deterioração de sua audição durante esse período, ele continuou a reger, estreando sua Terceira e Quinta Sinfonias em 1804 e 1808, respectivamente. Seu Concerto para violino apareceu em 1806. Seu último concerto para piano (nº 5, Op. 73, conhecido como O Imperador), dedicado ao seu frequente patrono, o arquiduque Rodolfo da Áustria, estreou em 1811, sem Beethoven como solista. Ele estava quase completamente surdo em 1814 e então desistiu de se apresentar e aparecer em público. Ele descreveu seus problemas de saúde e sua vida pessoal insatisfeita em duas cartas, seu Testamento de Heiligenstadt (1802) para seus irmãos e sua carta de amor não enviada a uma desconhecida intitulada "Amada Imortal" (1812).
Depois de 1810, cada vez menos envolvido socialmente, Beethoven compôs muitas das suas obras mais admiradas, incluindo sinfonias posteriores, música de câmara madura e as últimas sonatas para piano. A sua única ópera, Fidelio, apresentada pela primeira vez em 1805, foi revista para a sua versão final em 1814. Compôs Missa solenis entre os anos de 1819 e 1823 e a sua Sinfonia final, n.º 9, um dos primeiros exemplos de sinfonia coral, entre 1822 e 1824. Escritos em seus últimos anos, seus últimos quartetos de cordas, incluindo o Grosse Fuge de 1825–1826, estão entre suas realizações finais. Após vários meses de doença, que o deixou acamado, faleceu em 1827.

## Biografia

### Família
Ludwig van Beethoven (AFI: ˈluːt.vɪç fan ˈbeːt.hoːfənⓘ) foi batizado em 17 de dezembro de 1770, mas nasceu presumivelmente no dia anterior, na cidade de Bonn, Reino da Prússia, atual Renânia do Norte (Alemanha). Sua família era de origem flamenga, cujo sobrenome significava horta de beterrabas e no qual a partícula van não indicava nobreza alguma. Seu avô, Lodewijk van Beethoven — também chamado "Luís", na transliteração — de quem herdou o nome, nasceu na Mechelen, hoje parte da Bélgica, em 1712, e imigrou para Bonn, onde foi maestro de capela do príncipe. Descendia de artistas, pintores e escultores, era músico e foi nomeado regente da Capela Arquiepiscopal na corte da cidade de Colônia (atual Alemanha). Foi do pai, Johann, que Beethoven recebeu suas primeiras lições de música: o objetivo era afirmá-lo como "menino-prodígio" ao piano, dada sua habilidade musical demonstrada desde ainda muito cedo. Por essa razão, a partir dos cinco anos de idade seu pai passou a obrigá-lo a estudar música diariamente, durante muitas horas. No entanto, seu pai terminou consumido pelo álcool, pelo que a infância de Ludwig foi infeliz.
Sua mãe, Maria Magdalena Keverich (1746–1787), era filha do chefe de cozinha do príncipe da Renânia, Johann Heinrich Keverich. Casou-se duas vezes. O primeiro marido foi Johann Doge Leym (1733–1765). Tiveram apenas um filho, Johann Peter Anton, que nasceu e morreu em 1764 (morte na infância). Depois da morte do marido, Magdalena, viúva, casou-se com Johann van Beethoven (1740–1792). No total, tiveram sete filhos:
- Ludwig Maria: nasceu em 1769 e morreu poucos dias depois de seu nascimento (morte na infância);
- Ludwig van Beethoven (1770–1827);
- Kaspar Anton Carl van Beethoven (1774–1815);
- Nicolaus Johann van Beethoven (1776–1848);
- Anna Maria, que nasceu e morreu em 1779 (morte na infância);
- Franz Georg (1781–1783: morte na infância); e
- Maria Magdalena (1786–1787: morte na infância).

Portanto, Ludwig van Beethoven foi o terceiro filho mais velho por parte de mãe e o segundo por parte de pai. Teve um total de sete irmãos, dos quais cinco morreram ainda na infância. Entre os irmãos vivos, Beethoven foi o penúltimo a morrer: 12 anos após Kaspar e 21 anos antes de Nicolaus.

### Início de carreira

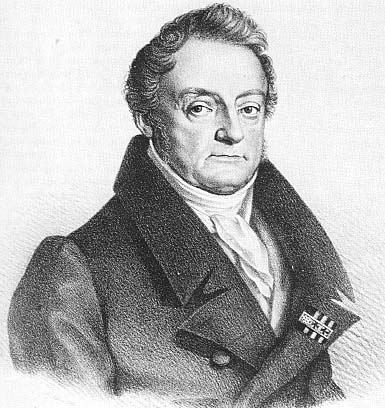
Conde Waldstein

Ludwig nunca teve estudos muito aprofundados, mas sempre revelou talento excepcional para a música. Com apenas oito anos de idade, foi confiado a Christian Gottlob Neefe (1748–1798), o melhor mestre de cravo da cidade de Colônia na época, que lhe deu uma formação musical sistemática, levando-o a conhecer os grandes mestres alemães da música. Numa carta publicada em 1780, pela mão de seu mestre, afirmava que "seu discípulo, de dez anos, domina todo o repertório de Johann Sebastian Bach", e que o apresentava como um "novo Mozart". Compôs as suas primeiras peças aos onze anos de idade, iniciando a sua carreira de compositor, de onde se destacam alguns Lieder. Os seus progressos foram de tal forma notáveis que, em 1784, já era organista-assistente da Capela Eleitoral, e pouco tempo depois, foi violoncelista na orquestra da corte e professor, assumindo já a chefia da família, devido à doença do pai, o alcoolismo. Foi nesse ano que conheceu o jovem Conde Waldstein, a quem mais tarde dedicou algumas das suas obras, pela sua amizade. Este, percebendo o seu grande talento, enviou-o, em 1787, para Viena, a fim de estudar com Joseph Haydn. O arquiduque da Áustria, Maximiliano, subsidiou então os seus estudos. No entanto, teve que regressar pouco tempo depois, assistindo à morte de sua mãe. A partir daí, Ludwig, com apenas dezessete anos de idade, teve que lutar contra dificuldades financeiras, já que seu pai tinha perdido o emprego, devido ao seu já elevado grau de alcoolismo.

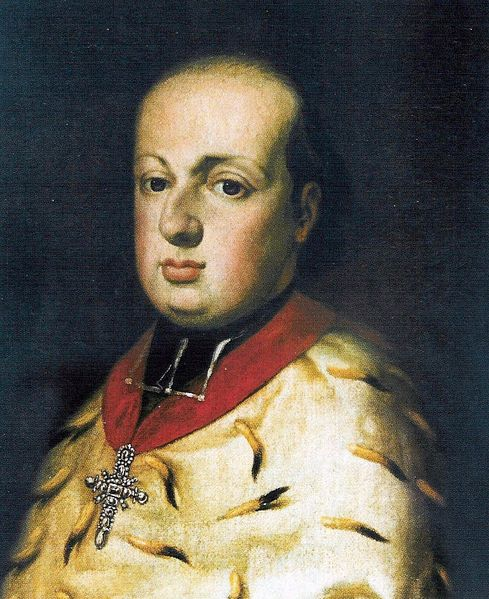
Maximiliano, arquiduque da Áustria

Foi o regresso de Viena que o motivou a um curso de literatura. Foi aí que teve o seu primeiro contato com ideais da Revolução Francesa, com o Iluminismo e com um movimento literário romântico: Sturm und Drang — Tempestade e ímpeto/paixão, dos quais um dos seus melhores amigos, Friedrich Schiller, foi, juntamente com Johann Wolfgang von Goethe, dos líderes mais proeminentes deste movimento, que teria enorme influência em todos os setores culturais na Alemanha.

### Viena
Em 1792, já com 21 anos de idade, mudou-se para Viena (apenas um ano após a morte, na cidade, de Mozart), onde, fora algumas viagens, permaneceu para o resto da vida. Foi imediatamente aceito como aluno por Joseph Haydn, o qual manteve o contato à primeira estadia de Ludwig na cidade. Procura então complementar mais os seus estudos, o que o leva a ter aulas com Antonio Salieri, com Foerster e Albrechtsberger, que era maestro de capela na Catedral de Santo Estêvão. Tornou-se então um pianista virtuoso, cultivando admiradores, muitos dos quais da aristocracia. Começou então a publicar as suas obras (1793–1795). O seu Opus 1 é uma coleção de três trios para piano, violino e violoncelo. Afirmando uma sólida reputação como pianista, compôs suas primeiras obras-primas, as três sonatas para piano Op. 2 (1794–1795). Elas mostravam já a sua forte personalidade.

### Surdez em Viena

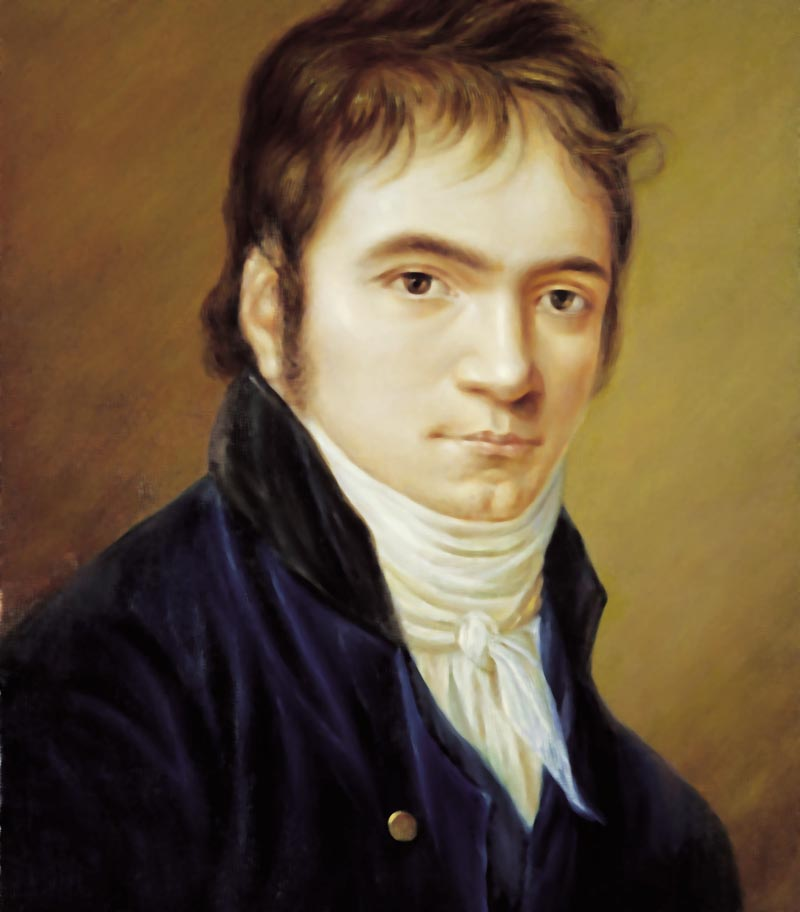
Beethoven em 1803

Foi em Viena que lhe surgiram os primeiros sintomas da sua grande tragédia. Foi-lhe diagnosticado, por volta de 1796, aos 26 anos de idade, a congestão dos centros auditivos internos (que mais tarde o deixou surdo), o que lhe transtornou bastante o espírito, levando-o a isolar-se e a grandes depressões.
Ó homens que me tendes em conta de rancoroso, insociável e misantropo, como vos enganais. Não conheceis as secretas razões que me forçam a parecer deste modo. Meu coração e meu ânimo sentiam-se desde a infância inclinados para o terno sentimento de carinho e sempre estive disposto a realizar generosas acções; porém considerai que, de seis anos a esta parte, vivo sujeito a triste enfermidade, agravada pela ignorância dos médicos.— Ludwig van Beethoven, no Testamento de Heilingenstadt, a 6 de Outubro de 1802
Consultou vários médicos, inclusive o médico da corte de Viena. Fez curativos, usou cornetas acústicas, realizou balneoterapia, mudou de ares, mas os seus ouvidos permaneciam arrolhados. Desesperado, entrou em profunda crise depressiva e pensou em suicidar-se.
Devo viver como um exilado. Se me acerco de um grupo, sinto-me preso de uma pungente angústia, pelo receio que descubram meu triste estado. E assim vivi este meio ano em que passei no campo. Mas que humilhação quando ao meu lado alguém percebia o som longínquo de uma flauta e eu nada ouvia! Ou escutava o canto de um pastor e eu nada escutava! Esses incidentes levaram-me quase ao desespero e pouco faltou para que, por minhas próprias mãos, eu pusesse fim à minha existência. Só a arte me amparou!— Ludwig van Beethoven, no Testamento de Heilingenstadt, a 6 de Outubro de 1802

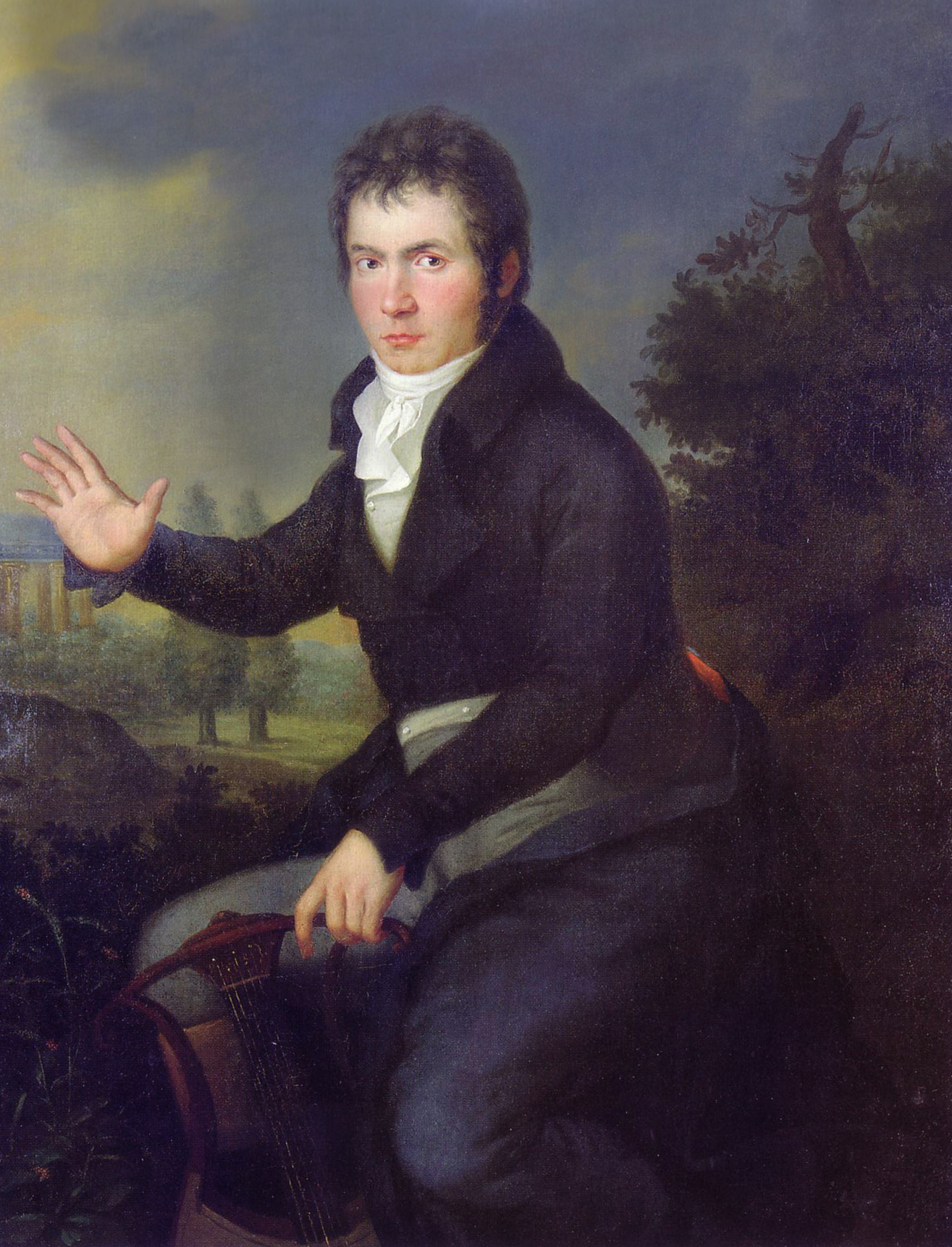
Beethoven, por Joseph Mähler

Embora tenha feito muitas tentativas para se tratar, durante os anos seguintes a doença continuou a progredir e, aos 46 anos de idade (1816), estava praticamente surdo. Porém, ao contrário do que muitos pensam, Ludwig jamais perdeu a audição por completo, muito embora nos seus últimos anos de vida a tivesse perdido, condições que não o impediram de acompanhar uma apresentação musical ou de perceber nuances timbrísticas.
Ao longo dos últimos séculos, especialistas em medicina têm tentado descobrir o que causou a perda de audição de Beethoven. Alguns sugeriram doença de Paget, com base na sua autópsia. Outras possibilidades passavam por otosclerose, marcada pelo crescimento ósseo incomum no ouvido, sífilis terciária, envenenamento por metais pesados, lúpus, febre tifóide e sarcoidose.
No entanto, nenhuma condição sugerida nos últimos 200 anos conseguia explicar até então perfeitamente todos os sintomas relatados por Beethoven. Em 2020, um grupo de otorrinolaringologistas de Itália, encontraram uma nova pista que pode apontar para a origem da perda auditiva de Beethoven. Esta pode ter sido causada por envenenamento por chumbo. Não é uma sugestão incomum porque, em 2005, uma análise das amostras de cabelo e crânio de Beethoven mostrou que tinha altos níveis de chumbo no corpo.

### O gênio
O seu verdadeiro gênio só foi realmente revisado com a publicação das suas Op. 7 e Op. 10, entre 1796 e 1798: a sua Quarta Sonata para Piano em Mi Maior, e as suas Quinta em Dó Menor, Sexta em Fá Maior e Sétima em Ré Maior Sonatas para Piano.

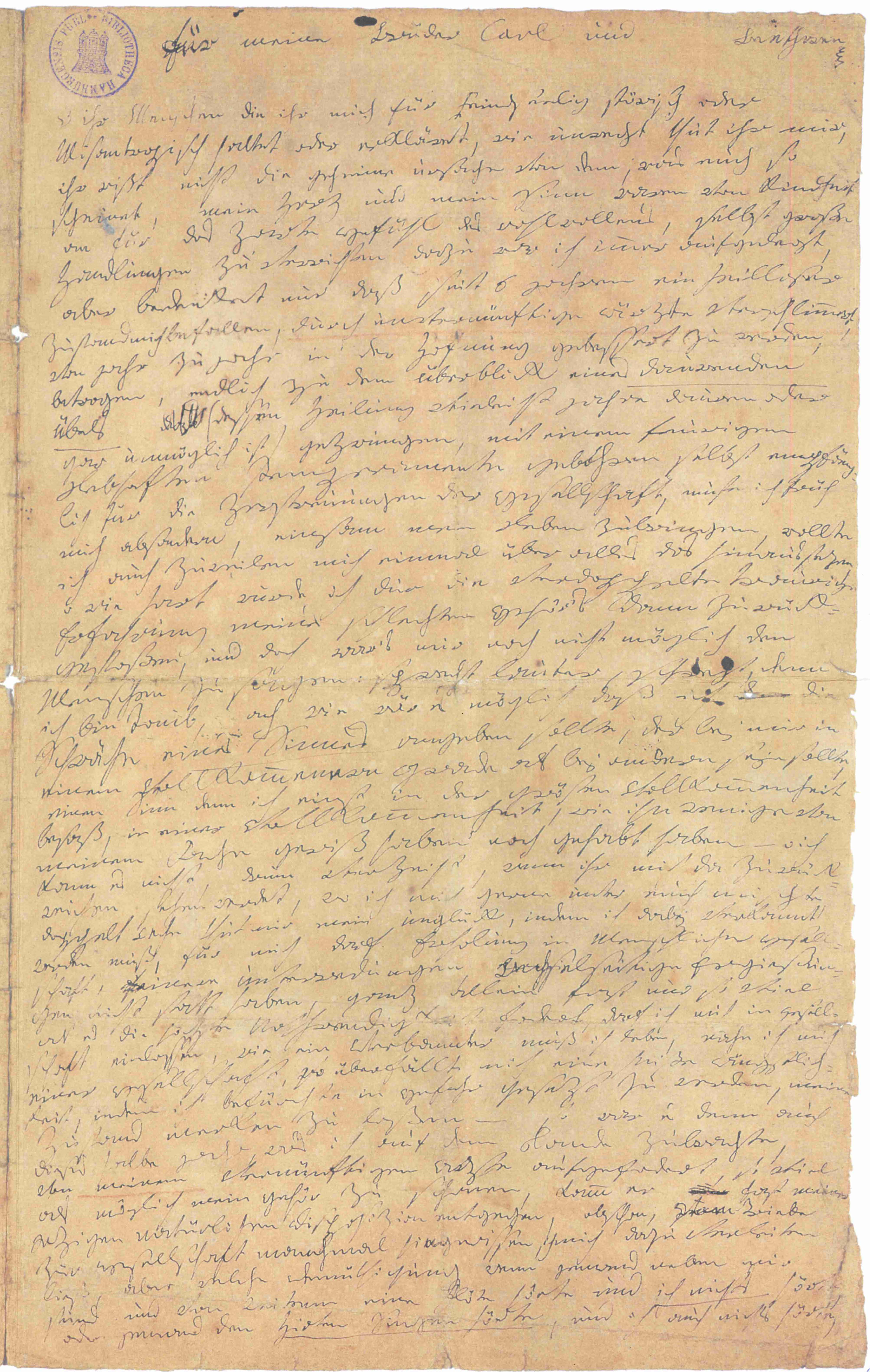
Testamento de Heilingenstadt

Em 2 de Abril de 1800, a sua Sinfonia nº 1 em Dó maior, Op. 21 faz a sua estreia em Viena. Porém, no ano seguinte, confessa aos amigos que não está satisfeito com o que tinha composto até então, e que tinha decidido seguir um novo caminho. Em 1802, escreveu o seu testamento, mais tarde revisto como O Testamento de Heilingenstadt, por ter sido escrito na localidade austríaca de Heilingenstadt, então subúrbio de Viena, dirigido aos seus dois irmãos vivos: Kaspar Anton Carl van Beethoven (1774–1815) e Nicolaus Johann van Beethoven (1776–1848).
Finalmente, entre 1802 e 1804, começa a trilhar aquele novo caminho que ambiciona, com a apresentação de Sinfonia nº 3 em Mi bemol Maior, Op.5', intitulada de Heroica. Uma obra sem precedentes na história da música sinfônica, considerada o início do período Romântico, na Música Erudita. Os anos seguintes à Heroica foram de extraordinária fertilidade criativa, e viram surgir numerosas obras-primas: a Sonata para Piano nº 21 em Dó maior, Op.53, intitulada de Waldstein, entre 1803 e 1804; a Sonata para Piano nº 23 em Fá menor, Op.57, intitulada de Appassionata, entre 1804 e 1805; o Concerto para Piano nº 4 em Sol Maior, Op.58, em 1806; os Três Quartetos de Cordas, Op.59, intitulados de Razumovsky, em 1806; a Sinfonia nº 4 em Si bemol Maior, Op.60, também em 1806; o Concerto para Violino em Ré Maior, Op.61, entre 1806 e 1807; a célebre Sinfonia nº 5 em Dó Menor, Op.67, entre 1807 e 1808; a Sinfonia nº 6 em Fá maior, Op.68, intitulada de Pastoral, também entre 1807 e 1808; a Ópera Fidelio, Op.72, cuja versão definitiva data de 1814; e o Concerto para Piano nº 5 em Mi bemol Maior, Op.73, intitulado de Imperador, em 1809.

### Crise criativa

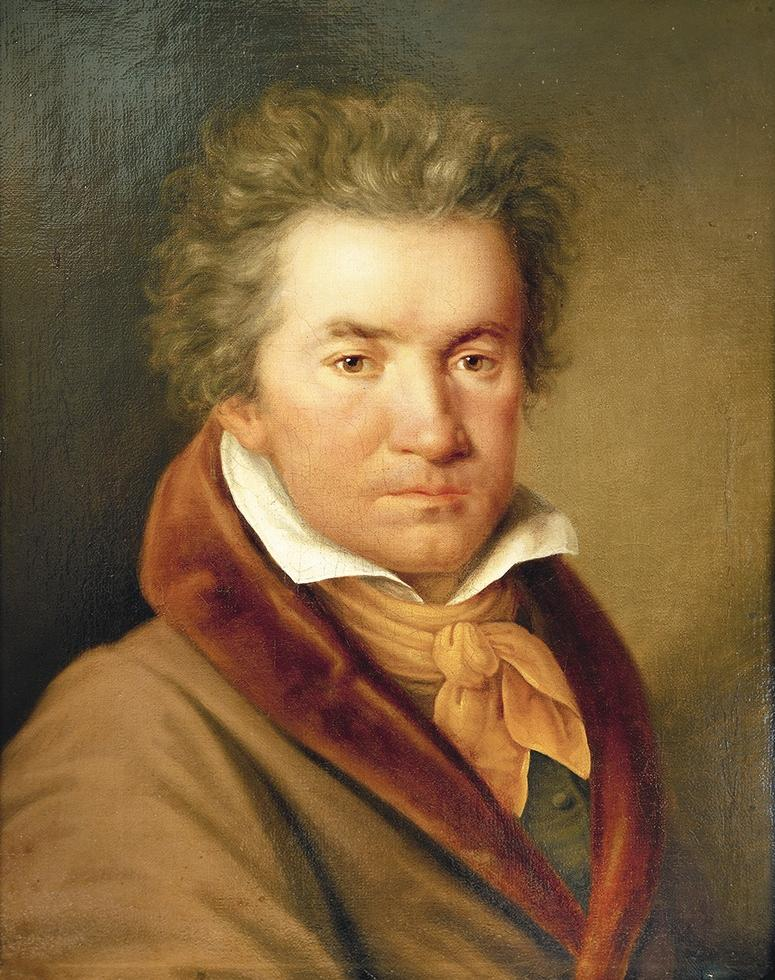
Beethoven em 1815

Depois de 1812, a surdez progressiva aliada à perda das esperanças matrimoniais e problemas com a custódia do sobrinho levaram-no a uma crise criativa, que faria com que durante esses anos ele escrevesse poucas obras importantes. Neste espaço de tempo, escreve a Sinfonia n.º 7 em Lá Maior, Op.92, entre 1811 e 1812, a Sinfonia n.º 8 em Fá Maior, Op.93, em 1812, e o Quarteto em Fá Menor, Op.95, intitulado de Serioso, em 1810.
A partir de 1818, Ludwig, aparentemente recuperado, passou a compor mais lentamente, mas com um vigor renovado. Surgem então algumas de suas maiores obras: a Sonata n.º 29 em Si bemol Maior, Op.106, intitulada de Hammerklavier, entre 1817 e 1818; a Sonata n.º 30 em Mi Maior, Op.109 (1820); a Sonata n.º 31 em Lá bemol Maior, Op.110 (1820–1821); a Sonata n.º 32 em Dó Menor, Op.111 (1820–1822); as Variações Diabelli, Op.120 (1819–1823), a Missa Solemnis, Op.123 (1818–1822).

### Derradeiros anos
A culminância destes anos foi a Sinfonia n.º 9 em Ré Menor, Op.125 (1822–1824), para muitos a sua obra-prima. Pela primeira vez é inserido um coral num movimento de uma sinfonia. O texto é uma adaptação do poema de Friedrich Schiller, "Ode à Alegria", feita pelo próprio Ludwig van Beethoven.
Alegria bebem todos os seres

No seio da Natureza:

Todos os bons, todos os maus,

Seguem seu rastro de rosas.

Ela nos deu beijos e vinho e

Um amigo leal até à morte;

Deu força para a vida aos mais humildes

E ao querubim que se ergue diante de Deus!
— Parte do verso da Ode à Alegria, de Friedrich Schiller, utilizado por Ludwig van Beethoven.
A obra de Beethoven refletiu em um avivamento cultural. Conforme o historiador Paul Johnson, "Existia uma nova fé e Beethoven era o seu profeta. Não foi por acidente que, aproximadamente na mesma época, as novas casas de espetáculo recebiam fachadas parecidas com as dos templos, exaltando assim o status moral e cultural da sinfonia e da música de câmara."
Os anos finais de Ludwig foram dedicados quase exclusivamente à composição de Quartetos para Cordas. Foi nesse meio que ele produziu algumas de suas mais profundas e visionárias obras, como o Quarteto em Mi bemol Maior, Op.127 (1822–1825); o Quarteto em Si bemol Maior, Op.130 (1825–1826); o Quarteto em Dó sustenido Menor, Op.131 (1826); o Quarteto em Lá Menor, Op.132 (1825); a Grande Fuga, Op.133 (1825), que na época criou bastante indignação, pela sua realidade praticamente abstrata; e o Quarteto em Fá Maior, Op.135 (1826).
De 1816 até 1827, ano da sua morte, ainda conseguiu compor cerca de 44 obras musicais. Sua influência na história da música foi imensa. Ao morrer, a 26 de Março de 1827, estava a trabalhar numa nova sinfonia, assim como projectava escrever um Requiem. Ao contrário de Mozart, que foi enterrado anonimamente em uma vala comum (o que era o costume na época), 20 000 cidadãos vienenses enfileiraram-se nas ruas para o funeral de Beethoven, em 29 de março de 1827. Franz Schubert, que morreu no ano seguinte e foi enterrado ao lado de Beethoven, foi um dos portadores da tocha. Depois de uma missa de réquiem na igreja da Santíssima Trindade (Dreifaltigkeitskirche), Beethoven foi enterrado no cemitério Währing, a noroeste de Viena. Seus restos mortais foram exumados para estudo, em 1862, sendo transferidos em 1888 para o Cemitério Central de Viena.
Há controvérsias sobre a causa da morte de Beethoven, sendo citados cirrose alcoólica, sífilis, hepatite infecciosa, envenenamento, sarcoidose e doença de Whipple. Amigos e visitantes, antes e após a sua morte haviam cortado cachos de seus cabelos, alguns dos quais foram preservadas e submetidos a análises adicionais, assim como fragmentos do crânio removido durante a exumação em 1862. Algumas dessas análises têm levado a afirmações controversas de que Beethoven foi acidentalmente levado à morte por envenenamento devido a doses excessivas de chumbo à base de tratamentos administrados sob as instruções do seu médico.

## Música

### Os três períodos
O historiador William Drabkin observa que já em 1818 um escritor propôs uma divisão em três períodos das obras de Beethoven e que tal divisão (embora muitas vezes adotando datas ou obras diferentes para denotar mudanças no período) acabou se tornando uma convenção adotada por todos os biógrafos de Beethoven, começando com Schindler, François-Joseph Fétis e Wilhelm von Lenz. Escritores posteriores procuraram identificar subperíodos dentro desta estrutura geralmente aceita. As suas desvantagens incluem o fato de geralmente omitir um quarto período, isto é, os primeiros anos em Bona, cujas obras são menos frequentemente consideradas; e que ignora o desenvolvimento diferencial dos estilos de composição de Beethoven ao longo dos anos para diferentes categorias de trabalho. As sonatas para piano, por exemplo, foram escritas ao longo da vida de Beethoven numa progressão que pode ser interpretada como um desenvolvimento contínuo; nem todas as sinfonias demonstram progresso linear; de todos os tipos de composição, talvez os quartetos, que parecem agrupar-se em três períodos (Op. 18 em 1801-1802, Opp. 59, 74 e 95 em 1806-1814, e os quartetos, hoje conhecidos como 'tardios' ', de 1824 em diante) se ajustam perfeitamente a essa categorização.

### Bona 1782-1792
Cerca de quarenta composições, incluindo dez obras muito antigas escritas por Beethoven até 1785, sobrevivem dos anos em que Beethoven viveu em Bona. Foi sugerido que Beethoven abandonou em grande parte a composição entre 1785 e 1790, possivelmente como resultado de uma reação crítica negativa às suas primeiras obras publicadas. Uma revisão de 1784 no influente Musikalischer Almanack de Johann Nikolaus Forkel comparou os esforços de Beethoven aos de iniciantes. Os três primeiros quartetos para piano de 1785 (WoO 36), modelados nas sonatas para violino de Mozart, mostram sua dependência da música da época. O próprio Beethoven não deveria dar a nenhuma das obras de Bona um número de opus, exceto aquelas que ele retrabalhou para uso posterior em sua carreira, por exemplo, algumas das canções de sua Op. 52 (1805) e o Octeto de Ventos retrabalhado em Viena em 1793 para se tornar seu Quinteto de Cordas, Op. 4. Charles Rosen aponta que as obras de Bona era uma espécie de retrocesso em comparação com as de Viena; É improvável que Beethoven estivesse familiarizado com as obras maduras de Haydn ou Mozart e Rosen opina que seu estilo inicial estava mais próximo do de Hummel ou Muzio Clementi. Kernan sugere que nesta fase Beethoven não era especialmente notável por suas obras em estilo sonata, mas mais por sua música vocal; sua mudança para Viena em 1792 o colocou no caminho para desenvolver a música nos gêneros pelos quais se tornou conhecido.

### Primeiro período
O primeiro período convencional começa após a chegada de Beethoven a Viena em 1792. Nos primeiros anos, ele parece ter composto menos do que em Bona e seus Trios para Piano, op.1, só foram publicados em 1795. Desse ponto em diante, ele dominou o 'estilo vienense' (mais conhecido hoje por Haydn e Mozart). Suas obras de 1795 a 1800 são maiores em escala do que era normal (escrevendo sonatas em quatro movimentos, não em três, por exemplo); normalmente ele usa um scherzo em vez de um minueto e trio; e sua música muitas vezes inclui usos dramáticos, às vezes até exagerados, de dinâmicas e tempos extremos e harmonia cromática. Foi isto que levou Haydn a acreditar que o terceiro trio do Op.1 era muito difícil para o público apreciar.

### Período intermediário
Seu período intermediário começou logo após a crise pessoal provocada pelo diagnóstico de surdez. Inclui obras de grande porte que expressam heroísmo e luta. As obras do período intermediário incluem seis sinfonias (nºs 3 a 8), os dois últimos concertos para piano, o Concerto Triplo e o Concerto para Violino, cinco quartetos de cordas (nºs 7 a 11), várias sonatas para piano (incluindo as sonatas de Waldstein e Appassionata), a sonata para violino de Kreutzer e sua única ópera, Fidelio. Este período é às vezes associado a uma maneira heróica de compor, mas o uso do termo "heróico" tornou-se cada vez mais controverso nos estudos de Beethoven. O termo é usado com mais frequência como um nome alternativo para o período intermediário. A adequação do termo heróico para descrever todo o período intermediário também foi questionada: enquanto algumas obras, como a Terceira e a Quinta Sinfonias, são fáceis de descrever como heróicas, muitas outras, como a Sexta Sinfonia ou a Sonata para Piano Sonata nº 24, não são.

### Período tardio

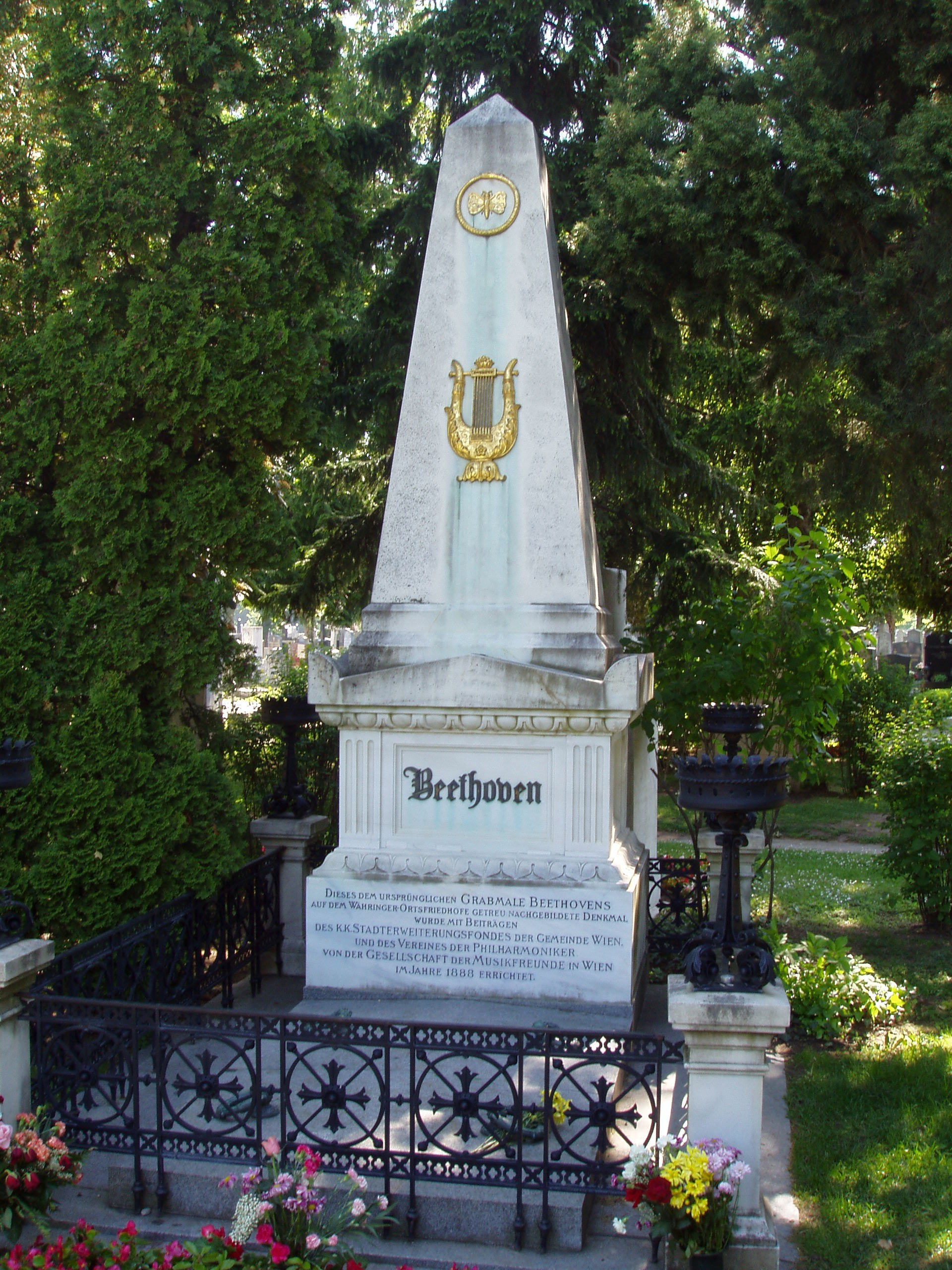
Túmulo de Beethoven em Zentralfriedhof, Viena

O período tardio de Beethoven começou na década de 1810-1819. Ele iniciou um estudo renovado da música mais antiga, incluindo obras de Palestrina, Johann Sebastian Bach e George Frideric Handel, a quem Beethoven considerou "o maior compositor que já existiu". As últimas obras de Beethoven incorporaram polifonia e dispositivos da era barroca. Por exemplo, a abertura A Consagração da Casa (1822) incluiu uma fuga influenciada pela música de Handel. Um novo estilo surgiu, quando ele voltou ao teclado para compor suas primeiras sonatas para piano em quase uma década; as obras do período tardio incluem as últimas cinco sonatas para piano e as Variações Diabelli, as duas últimas sonatas para violoncelo e piano, os últimos quartetos de cordas (incluindo a enorme Große Fuge) e duas obras para forças muito grandes: a Missa solenis e a Nona Sinfonia. As obras deste período caracterizam-se pela profundidade intelectual, pelas inovações formais e pela expressão intensa e altamente pessoal. O Quarteto de Cordas, op. 131 tem sete movimentos interligados e a Nona Sinfonia acrescenta forças corais à orquestra no último movimento.

### Os pianos de Beethoven
Os primeiros pianos preferidos de Beethoven incluíam os de Johann Andreas Stein; ele pode ter recebido um piano Stein do conde Waldstein. A partir de 1786 há evidências da cooperação de Beethoven com Johann Andreas Streicher, que se casou com a filha de Stein, Nannette. Streicher deixou o negócio de Stein para abrir sua própria empresa em 1803 e Beethoven continuou a admirar seus produtos, escrevendo-lhe em 1817 sobre uma "preferência especial" por seus pianos. Entre os outros pianos que Beethoven possuía estava um piano Érard que lhe foi dado pelo fabricante em 1803. O piano Érard, com a sua ressonância excepcional, pode ter influenciado o estilo pianístico de Beethoven – pouco depois de o receber começou a escrever a sua Sonata Waldstein – mas apesar do entusiasmo inicial parece tê-lo abandonado antes de 1810, quando escreveu que "simplesmente não tem mais utilidade"; em 1824 ele o deu a seu irmão Johann. Em 1818, Beethoven recebeu, também como presente, um piano de cauda de John Broadwood & Sons. Embora Beethoven estivesse orgulhoso de recebê-lo, ele parece ter ficado insatisfeito com seu tom (insatisfação que talvez também fosse consequência de sua crescente surdez) e procurou remodelá-lo para torná-lo mais alto. Em 1825, Beethoven encomendou a Conrad Graf um piano, que estava equipado com cordas quádruplas e um ressonador especial para torná-lo audível para ele, mas que falhou nesta tarefa.

## Legado

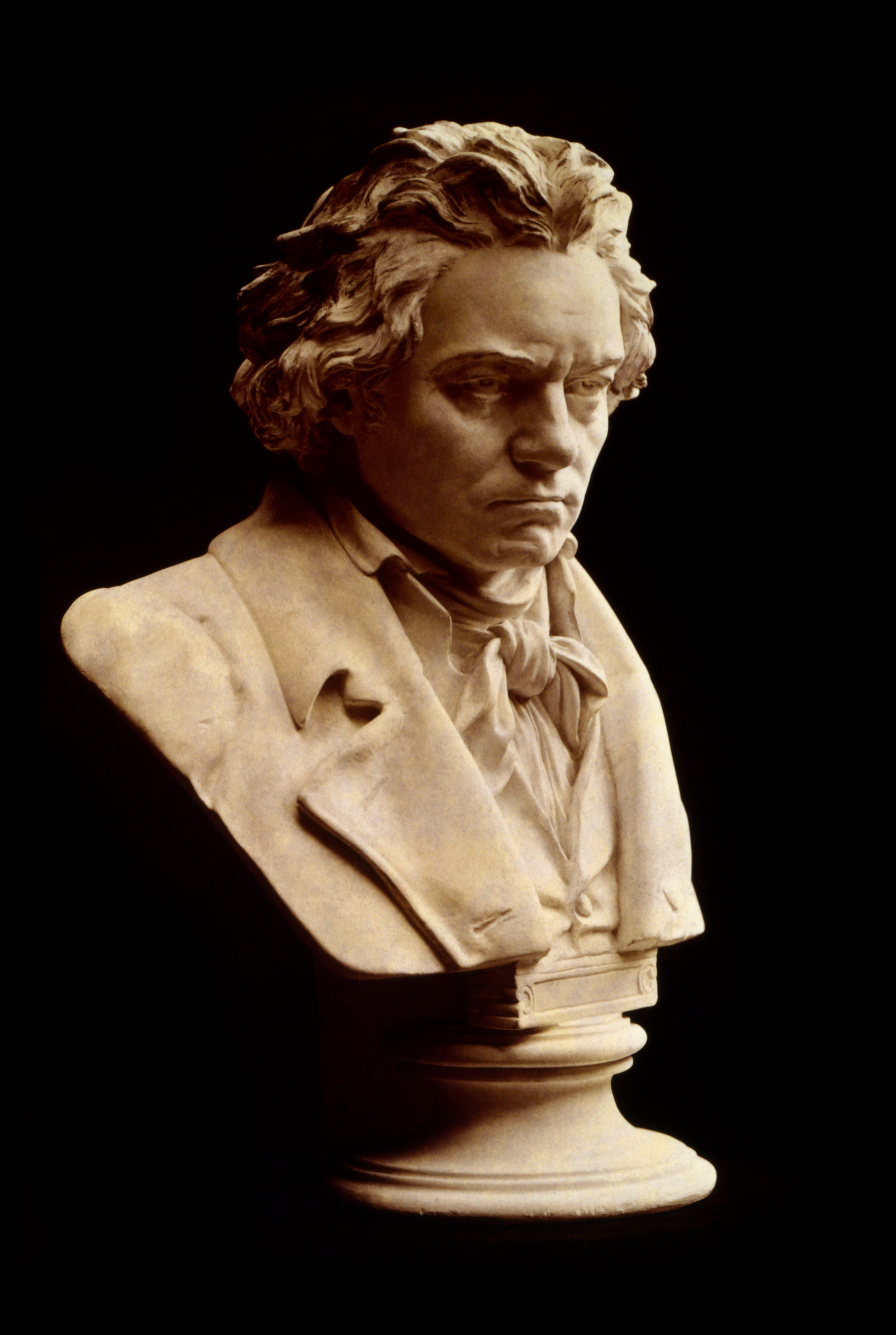
Um busto de Beethoven, desenvolvido por Hugo Hagen em 1892 e agora guardado na Biblioteca do Congresso dos Estados Unidos em Washington, DC

### Museus
Há um museu — a Casa Beethoven, no local de seu nascimento, em Bona, cidade que também sedi um festival musical, o Beethovenfest, desde o ano de 1845. O festival foi inicialmente irregular, mas desde 2007 é organizado anualmente.[1]
O Centro Ira F. Brilliant para Estudos sobre Beethoven, na Biblioteca Dr. Martin Luther King Jr., no campus da Universidade Estadual de San Jose, na Califórnia, serve como museu, centro de pesquisa e anfitrião de palestras e apresentações dedicadas exclusivamente à obra e vida de Beethoven.

### Esculturas
O Monumento Beethoven em Bona foi inaugurado em agosto de 1845, em homenagem ao 75º aniversário de seu nascimento. Foi a primeira estátua de um compositor criada na Alemanha e o festival de música que acompanhou a inauguração foi o ímpeto para a rápida construção do Beethovenhalle original em Bona (projetada e construída em menos de um mês, a pedido de Franz Liszt). Viena também homenageou Beethoven com uma estátua em 1880.

### Astronomia
A terceira maior cratera do planeta Mercúrio é nomeada em homenagem ao compositor, assim como o asteróide do cinturão principal 1815 Beethoven.
A música de Beethoven aparece duas vezes no Voyager Golden Record, um disco fonográfico que contém uma ampla amostra de imagens, sons, línguas e música provenientes da Terra e que foi enviado ao espaço sideral com as duas sondas Voyager em 1977.

### Educação
O Conservatório Beethoven em St. Louis, Missouri, nos Estados Unidos, foi nomeado em homenagem ao compositor.

## Obras
| Sonatas de Beethoven para piano |                                     |                                        |                                     |
| 1 - Sonata Op. 2, nº 1          | 9 - Sonata Op. 14 n. 1              | 17 - Sonata Op. 31 n. 2 (A Tempestade) | 25 - Sonata Op. 79                  |
| 2 - Sonata Op. 2, nº 2          | 10 - Sonata Op. 14 n.2              | 18 - Sonata Op. 31 n. 3                | 26 - Sonata Op. 81a (Les Adieux)    |
| 3 - Sonata Op. 2, nº 3          | 11 - Sonata Op. 22                  | 19 - Sonata Op. 49 n. 1                | 27 - Sonata Op. 90                  |
| 4 - Sonata Op. 7                | 12 - Sonata Op. 26 (Marcia Funebre) | 20 - Sonata Op. 49 n. 2                | 28 - Sonata Op. 101                 |
| 5 - Sonata Op. 10 n. 1          | 13 - Sonata Op. 27 n. 1             | 21 - Sonata Op. 53 (Waldstein)         | 29 - Sonata Op. 106 (Hammerklavier) |
| 6 - Sonata Op. 10 n. 2          | 14 - Sonata Op. 27 n. 2 (Ao Luar)   | 22 - Sonata Op. 54 (a Thérèse)         | 30 - Sonata Op. 109                 |
| 7 - Sonata Op. 10 n. 3          | 15 - Sonata Op. 28 (Pastorale)      | 23 - Sonata Op. 57 (Appassionata)      | 31 - Sonata Op. 110                 |
| 8 - Sonata Op. 13 (Patética)    | 16 - Sonata Op. 31 n. 1             | 24 - Sonata Op. 78                     | 32 - Sonata Op. 111                 |